# سانتاتو
سانتاتو (به ایتالیایی: Sant'Atto) یک منطقهٔ مسکونی در ایتالیا است که در ترامو واقع شده‌است.